# Чешке земље
Чешке земље (чеш. České země) представљају три историјске области, Чешку, Моравску и чешку Шлеску, које данас чине територију Чешке Републике.
У историјском контексту, чешки извори користе појам како би означили територију којом су владали краљеви Бохемије, тј. Земље чешке круне (чеш. Země Koruny české) које је успоставио цар Карло IV у 14. вијеку. Ова област је укључивала територије као што је Лужица (1635. пала под контролу Саксоније) и цијела Шлеска, све под владавином Прашког храда у то вријеме. Када је пруски краљ Фридрих II 1742. године освојио Шлеску, преостале Земље чешке круне – Чешка, Моравска и Аустријска Шлеска – са мањим или већим територијалним промјенама су постале оно што данас познајемо као Чешка Република.

## Име
Појам Чешке земље је кориштен да би се описале различите ствари од различитих људи. Чешки назив за Бохемију је Čechy, придјев český се односи на „бохемски“ и „чешки“. Појам који се користи за савремене чешке земље је Česko, и први пут је употребљен 1777.